# Aero A.101
Aero A.101 là một loại máy bay ném bom hạng nhẹ/trinh sát hai tầng cánh được chế tạo tại Tiệp Khắc trong thập niên 1930.

## Quốc gia sử dụng
Tiệp Khắc
- Không quân Tiệp Khắc

 Slovakia
- Không quân Slovak (1939-1945)

 Cộng hòa Tây Ban Nha
- Không quân Cộng hòa Tây Ban Nha

 Tây Ban Nha
- Không quân Tây Ban Nha

## Tính năng kỹ chiến thuật (A.101)
Đặc điểm tổng quát
- Kíp lái: 2
- Chiều dài: 12,09 m (39 ft 8 in)
- Sải cánh: 16,99 m (55 ft 9 in)
- Chiều cao: 3,73 m (12 ft 3 in)
- Diện tích cánh: 58,7 m² (631 ft²)
- Trọng lượng rỗng: 2.578 kg (5.671 lb)
- Trọng lượng có tải: 4.345 kg (9.559 lb)
- Động cơ: 1 ×  Isotta-Fraschini, 738 kW (990 hp)

 Hiệu suất bay 
- Vận tốc cực đại: 265 km/h (143 knot, 169 mph)
- Tầm bay: 845 km (456 nm, 562 mi)
- Trần bay: 5.500 m (21.000 ft)
- Vận tốc lên cao: 2,5 m/s (490 ft/min)
- Tải trên cánh: 74 kg/m² (15 lb/ft²)
- Công suất/trọng lượng: 170 W/kg (0,10 hp/lb)

Trang bị vũ khí

- Súng: 

  - 4× súng máy 7,92 mm (0.312 in) vz.30 (Česká zbrojovka Strakonice)
- Bom: 500 kg (1.100 lb)